# Verrucaria papillosa
Verrucaria papillosa är en lavart som beskrevs av Ach. Verrucaria papillosa ingår i släktet Verrucaria och familjen Verrucariaceae.  Arten är reproducerande i Sverige. Inga underarter finns listade i Catalogue of Life.